# Lago Bogovinje
El lago Bogovinje (en macedonio: Боговинско езеро, en albanés: Liqeni i Bogovinës) está situado en el municipio de Bogovinje en la parte occidental de la República de Macedonia del Norte. Es uno de los 39 lagos de los montes Šar y, como otros, impulsa el turismo en el área local.